# Test Drive Unlimited 2
Test Drive Unlimited 2 (oficjalny w skrót TDU2) – komputerowa gra wyścigowa wyprodukowana przez Eden Games i wydana przez Atari dnia 8 lutego 2011. Test Drive Unlimited 2 jest czternastą częścią serii Test Drive i kontynuacją gry Test Drive Unlimited wydanej 16 marca 2007. Również Test Drive Unlimited 2 daje możliwość stworzenia własnej postaci np. wybrania koloru włosów lub skóry.

## Opis fabuły
Gra rozpoczyna się na imprezie. Gracz spotyka na niej kobietę, która daje mu w prezencie samochód. Okazuje się, że był to tylko sen, a gracz jest szoferem tej kobiety. Po tym jak spóźnia się z dostarczeniem do niej samochodu na czas, gracz dostaje ofertę ścigania się w zawodach pod warunkiem, że zawiezie ją na plan programu w którym pokazywane są zawody. Po udanym podwiezieniu kobiety, wysyła ona gracza do szkoły jazdy.

## Rozgrywka
Akcja gry odbywa się na dwóch wyspach: Ibizie i Oʻahu. Obie wyspy zostały wymodelowane za pomocą danych satelitarnych. Każda wyspa ma zarówno drogi asfaltowe i trasy terenowe. Około ⅔ wszystkich dróg to drogi asfaltowe, a łączna długość wszystkich dróg przekracza 3000 km. Na wyspach są nowe wyzwania i wyścigi, a także nowe drogi na wyspie Hawaje zostały zmodyfikowane. Mapy w Test Drive Unlimited 2 są 2 razy większe niż Test Drive Unlimited, a przejechanie z jednego końca wyspy Ibizy na drugi powinno zająć od 20 do 30 minut, natomiast na okrążenie jej potrzebne jest 40 minut w czasie rzeczywistym). Akcja gry przebiega przy akompaniamencie płynnie zmieniających się pór dnia i nocy; doba w grze trwa ok. 2 godziny i 30 minut.

## Dodatki
Dodatek został wydany na PC i konsolach Xbox 360 5 maja 2011 roku. Użytkownicy PS3 otrzymali DLC 3 listopada 2011 roku. Dodatek nazywa się Exploration Pack i jest bezpłatny. Dodatek wprowadza do gry dwa nowe samochody, Lancię Stratos i Dodge'a Chargera, które gracz otrzymuje w zamian za znalezienie w grze 20 wraków samochodów. Oprócz tego do dyspozycji graczy jest 20 nowych misji – bomb.
Drugie DLC o nazwie Bike Pack zostało wydane się 12 kwietnia 2012 roku na PC, 29 kwietnia na Xbox 360, a 6 czerwca na PS3. Dodatek zawiera 3 motocykle, 6 nowych aut, zupełnie nowego dilera motocyklowego, salon markowej odzieży oraz nowe zestawy ubrań i mebli. Zaktualizowano Centrum Wyścigów, w którym co tydzień można wykonać 3 zadania. Wprowadzono również drobne poprawki w grze oraz o nowe zadaniach w trybie gry wieloosobowej dla motocyklistów.